# Malmgrenia perspicua
Malmgrenia perspicua är en ringmaskart som beskrevs av Andre Intes och Le Loeuff 1975. Malmgrenia perspicua ingår i släktet Malmgrenia och familjen Polynoidae. Inga underarter finns listade i Catalogue of Life.